# United States Basketball Writers Association
La United States Basketball Writers Association (USBWA), en español, Asociación de Periodistas de Baloncesto de los Estados Unidos fue fundada en 1956 por el entonces director ejecutivo de la NCAA, Walter Byers, para servir a los intereses de la prensa especializada que cubre el baloncesto universitario estadounidense.

## Becas
La USBWA anualmente ofrece becas universitarias a estudiantes que quieran especializarse en preriodismo deportivo, así como a los hijos de los miembros de la asociación.

## Galardones
Anualmente, ofrece una serie de galardones a los jugadores más destacados de cada temporada, entre los que se encuentran:
- Trofeo Oscar Robertson al jugador más destacado del baloncesto universitario. El trofeo es el más antiguo de los que se entregan anualmente, ya que data de 1959. En 1998 se renombró el trofeo con el nombre de Oscar Robertson, primer jugador en ganarlo.

- Premio Henry Iba al mejor entrenador de baloncesto masculino universitario del año. El premio recibe el nombre en honor a Henry Iba, entrenador de Oklahoma State desde 1934 hasta 1970. Iba ganó el campeonato de la NCAA en 1945 y 1946, y dos medallas de oro olímpicas con la selección estadounidense en 1964 y 1968.

- Premio USBWA al Freshman Nacional del Año, otorgado al mejor baloncestista universitario masculino y femenino de primer año (freshman).

- Equipo All-America. Es una de las cuatro instituciones u organizaciones que elaboran las listas de los mejores jugadores universitarios del año, junto a Associated Press, Sporting News y la Asociación Nacional de Entrenadores de Baloncesto.[2]